# ميلان بريكوفيتش
ميلان بريكوفيتش (بالصربية: Милан Прековић)‏ مواليد 6 أبريل 1973 في بلغراد، جمهورية يوغوسلافيا الاشتراكية الاتحادية، هو لاعب كرة سلة صربي معتزل. لعب مع نادي ريد ستار لكرة السلة في موسم 2000–2001، ثم لعب مع نادي سلوفان لكرة السلة في موسم 2002–2003، ثم لعب مع نادي أمستردام لكرة السلة في موسم 2004–2005.

## روابط خارجية
- ميلان بريكوفيتش على موقع كرة السلة الأوروبية.كوم (الإنجليزية)
- ميلان بريكوفيتش على موقع بروبوليرز (الإنجليزية)